# Борщ Василь Миколайович
Василь Миколайович Борщ (1965—1983) — радянський військовослужбовець, учасник афганської війни, кавалер ордена Червоної Зірки.

## Життєпис
Народився 25 січня 1965 року в селі Заудайка, Ічнянського району, Чернігівської області. Навчався в Київському технікумі. 1 квітня 1983 був призваний до Радянської армії, з серпня 1983 відправлений в Афганістан. Загинув 2 жовтня 1983 року — бронетранспортер, у якому їхав Василь, був підбитий моджахедами.

## Нагороди та вшанування
- Орден Червоної Зірки[1]
- Вулиця на якій проживав Василь Борщ названа на його честь[2].